# Wybieranie impulsowe
Wybieranie impulsowe, wybieranie dekadowe, wybieranie pulsowe – przestarzała metoda wybierania numeru telefonu, stosowana w starych centralach telefonicznych i praktycznie nieużywanych już telefonach z tarczą. Polega ona na tym, że aparat telefoniczny wysyła w czasie wybierania numeru tyle impulsów, ile wynosi wybrana cyfra (dla cyfry „0” jest to 10 impulsów).
Przykładowo przy wykręcaniu „6” mechanizm tarczy powoduje wysłanie 6 impulsów (6 razy rozwiera linię telefoniczną), co jest słyszane w słuchawce jako charakterystyczne „pykanie”. W takim telefonie można również wybrać numer, podnosząc słuchawkę i wystukując go uderzeniami w widełki (należy to robić dość szybko, odczekując od jednej do dwóch sekund między cyframi).
Obecnie metody impulsowej się nie stosuje, ze względu na jej zawodność i bardzo długi czas wybierania numeru, ale część nowych telefonów (wyposażonych w klawiaturę) nadal ma taką opcję.